# 殷恒
殷恒（?—?），字昭度，陈郡长平县（今河南省周口市西华县）人，中国南北朝南朝宋、南朝齐大臣。殷叡族父，晋太常殷融六世孙，宋司空殷景仁之孙。
殷恒和父亲殷道矜有古风疾，被人嗤笑。殷恒在宋明帝泰始初年为度支尚书，因为父亲有病和自身也有多种疾病，被有司所奏。宋明帝下诏曰：“殷道矜有生来有病，但近来没有其他病症。殷恒愚笨习惯懒散，妨碍他清楚的表达。左迁散骑常侍，领校尉。”殷恒历官清显，南齐时官至金紫光禄大夫。齐明帝建武年间去世。